# Gull Magnell
Gretchen Clara Gunilla Magnell-Wohlin, känd som Gull Magnell, född Magnell 25 september 1884 i Östra Stenby församling i Östergötlands län, död 20 juli 1968 i Sankt Görans församling i Stockholm, var en svensk författare av barnlitteratur. Hon skrev barnboken Den olydiga Lydia, utgiven 1916 på Bonnier förlag. Boken fick goda recensioner. En recensent konstaterade bland annat att boken ”kommer att älskas sönder” av små barn, och en annan att det var en säker konstnärlig hand som målat teckningarna.
Magnell-Wohlin var dotter till kaptenen Carl Magnell och författaren och illustratören Agnes Magnell samt syster till konstnären och arkitekten Agnes Magnell. Åren 1909–1919 var hon gift med Nils Wohlin och blev i det äktenskapet mor till Ulla Lindström.
Gull Magnell är begravd på Solna kyrkogård.